# Screen Actors Guild Award voor een uitstekende prestatie door een cast in een film
De Screen Actors Guild Award voor een uitstekende prestatie door een cast in een film (Engels: Outstanding Performance by a Cast in a Motion Picture) wordt sinds 1995 uitgereikt. De cast van Apollo 13 mocht de prijs als eerste in ontvangst nemen.

## Winnaars en genomineerden
De winnaars staan bovenaan in vette letters. De overige films die werden genomineerd staan eronder vermeld in alfabetische volgorde.

### 1995-1999
- 1995 (2e): Apollo 13
  - Get Shorty
  - How to Make an American Quilt
  - Nixon
  - Sense and Sensibility
- 1996 (3e): The Birdcage
  - The English Patient
  - Marvin's Room
  - Shine
  - Sling Blade
- 1997 (4e): The Full Monty
  - Boogie Nights
  - Good Will Hunting
  - L.A. Confidential
  - Titanic
- 1998 (5e): Shakespeare in Love
  - Life Is Beautiful
  - Little Voice
  - Saving Private Ryan
  - Waking Ned Devine
- 1999 (6e): American Beauty
  - Being John Malkovich
  - The Cider House Rules
  - The Green Mile
  - Magnolia

### 2000-2009
| Jaar                                              | Film | Cast |
| ------------------------------------------------- | --- | ---- |
| 2000 (7e)                                         | |      |
| Traffic                                           | Steven Bauer, Benjamin Bratt, James Brolin, Don Cheadle, Erika Christensen, Clifton Collins jr., Benicio del Toro, Michael Douglas, Miguel Ferrer, Albert Finney, Topher Grace, Luis Guzman, Amy Irving, Tomas Milian, D.W. Moffett, Dennis Quaid, Peter Riegert, Jacob Vargas en Catherine Zeta-Jones                                                                                       |      |
| Almost Famous                                     | Fairuza Balk, Billy Crudup, Patrick Fugit, Philip Seymour Hoffman, Kate Hudson, Jason Lee, Frances McDormand, Anna Paquin en Noah Taylor |      |
| Billy Elliot                                      | Jamie Bell, Jamie Draven, Gary Lewis en Julie Walters |      |
| Chocolat                                          | Juliette Binoche, Leslie Caron, Judi Dench, Johnny Depp, Alfred Molina, Carrie-Anne Moss, Hugh O'Conor, Lena Olin, Peter Stormare en John Wood |      |
| Gladiator                                         | Russell Crowe, Richard Harris, Djimon Hounsou, Derek Jacobi, Connie Nielsen, Joaquin Phoenix en Oliver Reed |      |
| 2001 (8e)                                         | |      |
| Gosford Park                                      | Eileen Atkins, Bob Balaban, Alan Bates, Charles Dance, Stephen Fry, Michael Gambon, Richard E. Grant, Tom Hollander, Derek Jacobi, Kelly Macdonald, Helen Mirren, Jeremy Northam, Clive Owen, Ryan Phillippe, Kristin Scott Thomas, Maggie Smith, Geraldine Somerville, Sophie Thompson, Emily Watson en James Wilby                                                                         |      |
| A Beautiful Mind                                  | Paul Bettany, Jennifer Connelly, Russell Crowe, Adam Goldberg, Jason Gray-Stanford, Ed Harris, Judd Hirsch, Josh Lucas, Austin Pendleton, Christopher Plummer en Anthony Rapp |      |
| In the Bedroom                                    | William Mapother, Sissy Spacek, Nick Stahl, Marisa Tomei, Celia Weston, Tom Wilkinson en William Wise |      |
| The Lord of the Rings: The Fellowship of the Ring | Sean Astin, Sean Bean, Cate Blanchett, Orlando Bloom, Billy Boyd, Ian Holm, Christopher Lee, Ian McKellen, Dominic Monaghan, Viggo Mortensen, John Rhys-Davies, Andy Serkis, Liv Tyler, Hugo Weaving en Elijah Wood |      |
| Moulin Rouge!                                     | Jim Broadbent, Nicole Kidman, John Leguizamo, Ewan McGregor en Richard Roxburgh |      |
| 2002 (9e)                                         | |      |
| Chicago                                           | Christine Baranski, Ekaterina Chtchelkanova, Taye Diggs, Denise Faye, Colm Feore, Richard Gere, Deidre Goodwin, Mýa Harrison, Lucy Liu, Queen Latifah, Susan Misner, John C. Reilly, Dominic West, Renée Zellweger en Catherine Zeta-Jones |      |
| Adaptation.                                       | Nicolas Cage, Chris Cooper, Brian Cox, Cara Seymour, Meryl Streep en Tilda Swinton |      |
| The Hours                                         | Toni Collette, Claire Danes, Jeff Daniels, Stephen Dillane, Ed Harris, Allison Janney, Nicole Kidman, Julianne Moore, John C. Reilly, Miranda Richardson en Meryl Streep |      |
| The Lord of the Rings: The Two Towers             | Sean Astin, Cate Blanchett, Orlando Bloom, Billy Boyd, Brad Dourif, Bernard Hill, Christopher Lee, Ian McKellen, Dominic Monaghan, Viggo Mortensen, Miranda Otto, John Rhys-Davies, Andy Serkis, Liv Tyler, Karl Urban, Hugo Weaving, David Wenham en Elijah Wood |      |
| My Big Fat Greek Wedding                          | Gia Carides, Michael Constantine, John Corbett, Joey Fatone, Lainie Kazan, Andrea Martin en Nia Vardalos |      |
| 2003 (10e)                                        | |      |
| The Lord of the Rings: The Return of the King     | Sean Astin, Sean Bean, Cate Blanchett, Orlando Bloom, Billy Boyd, Bernard Hill, Ian Holm, Ian McKellen, Dominic Monaghan, Viggo Mortensen, John Noble, Miranda Otto, John Rhys-Davies, Andy Serkis, Liv Tyler, Karl Urban, Hugo Weaving, David Wenham en Elijah Wood |      |
| In America                                        | Emma Bolger, Sarah Bolger, Paddy Considine, Djimon Hounsou en Samantha Morton |      |
| Mystic River                                      | Kevin Bacon, Laurence Fishburne, Marcia Gay Harden, Laura Linney, Sean Penn en Tim Robbins |      |
| Seabiscuit                                        | Elizabeth Banks, Jeff Bridges, Chris Cooper, William H. Macy, Tobey Maguire en Gary Stevens |      |
| The Station Agent                                 | Paul Benjamin, Bobby Cannavale, Patricia Clarkson, Peter Dinklage, Raven Goodwin en Michelle Williams |      |
| 2004 (11e)                                        | |      |
| Sideways                                          | Thomas Haden Church, Paul Giamatti, Virginia Madsen en Sandra Oh |      |
| The Aviator                                       | Alan Alda, Alec Baldwin, Kate Beckinsale, Cate Blanchett, Leonardo DiCaprio, Ian Holm, Danny Huston, Jude Law, John C. Reilly en Gwen Stefani |      |
| Finding Neverland                                 | Julie Christie, Johnny Depp, Freddie Highmore, Dustin Hoffman, Radha Mitchell, Joe Prospero, Nick Roud, Luke Spill en Kate Winslet |      |
| Hotel Rwanda                                      | Don Cheadle, Nick Nolte, Sophie Okonedo en Joaquin Phoenix |      |
| Million Dollar Baby                               | Clint Eastwood, Morgan Freeman en Hilary Swank |      |
| Ray                                               | Aunjanue Ellis, Jamie Foxx, Terrence Dashon Howard, Regina King, Harry Lennix, Clifton Powell, Larenz Tate en Kerry Washington |      |
| 2005 (12e)                                        | |      |
| Crash                                             | Chris "Ludacris" Bridges, Sandra Bullock, Don Cheadle, Matt Dillon, Jennifer Esposito, William Fichtner, Brendan Fraser, Terrence Howard, Thandie Newton, Ryan Phillippe en Larenz Tate |      |
| Brokeback Mountain                                | Linda Cardellini, Anna Faris, Jake Gyllenhaal, Anne Hathaway, Heath Ledger, Randy Quaid en Michelle Williams |      |
| Capote                                            | Bob Balaban, Marshall Bell, Clifton Collins jr., Chris Cooper, Bruce Greenwood, Philip Seymour Hoffman, Catherine Keener en Mark Pellegrino |      |
| Good Night, and Good Luck                         | Rose Abdoo, Alex Borstein, Robert John Burke, Patricia Clarkson, George Clooney, Jeff Daniels, Reed Diamond, Tate Donovan, Robert Downey jr., Grant Heslov, Peter Jacobson, Frank Langella, Tom McCarthy, Dianne Reeves, Matt Ross, David Strathairn en Ray Wise |      |
| Hustle & Flow                                     | Anthony Anderson, Isaac Hayes, Taraji P. Henson, Terrence Howard, Ludacris, Taryn Manning, Elise Neal, Paula Jai Parker en D.J. Qualls |      |
| 2006 (13e)                                        | |      |
| Little Miss Sunshine                              | Alan Arkin, Abigail Breslin, Steve Carell, Toni Collette, Paul Dano en Greg Kinnear |      |
| Babel                                             | Adriana Barraza, Cate Blanchett, Gael García Bernal, Rinko Kikuchi, Brad Pitt en Kôji Yakusho |      |
| Bobby                                             | Harry Belafonte, Joy Bryant, Nick Cannon, Emilio Estevez, Laurence Fishburne, Brian Geraghty, Heather Graham, Anthony Hopkins, Helen Hunt, Joshua Jackson, David Krumholtz, Ashton Kutcher, Shia LaBeouf, Lindsay Lohan, William H. Macy, Svetlana Metkina, Demi Moore, Freddy Rodriguez, Martin Sheen, Christian Slater, Sharon Stone, Jacob Vargas, Mary Elizabeth Winstead en Elijah Wood |      |
| The Departed                                      | Anthony Anderson, Alec Baldwin, Matt Damon, Leonardo DiCaprio, Vera Farmiga, Jack Nicholson, Martin Sheen, Mark Wahlberg en Ray Winstone |      |
| Dreamgirls                                        | Hinton Battle, Jamie Foxx, Danny Glover, Jennifer Hudson, Beyoncé Knowles, Sharon Leal, Eddie Murphy, Keith Robinson en Anika Noni Rose |      |
| 2007 (14e)                                        | |      |
| No Country for Old Men                            | Javier Bardem, Josh Brolin, Garret Dillahunt, Tess Harper, Woody Harrelson, Tommy Lee Jones en Kelly Macdonald |      |
| 3:10 to Yuma                                      | Christian Bale, Russell Crowe, Peter Fonda, Ben Foster, Logan Lerman, Gretchen Mol, Dallas Roberts, Vinessa Shaw en Alan Tudyk |      |
| American Gangster                                 | Armand Assante, Josh Brolin, Russell Crowe, Ruby Dee, Chiwetel Ejiofor, Idris Elba, Cuba Gooding jr., Carla Gugino, John Hawkes, Ted Levine, Joe Morton, Lymari Nadal, John Ortiz, RZA, Yul Vazquez en Denzel Washington |      |
| Hairspray                                         | Nikki Blonsky, Amanda Bynes, Paul Dooley, Zac Efron, Allison Janney, Elijah Kelley, James Marsden, Michelle Pfeiffer, Queen Latifah, Brittany Snow, Jerry Stiller, John Travolta en Christopher Walken |      |
| Into the Wild                                     | Brian Dierker, Marcia Gay Harden, Emile Hirsch, Hal Holbrook, William Hurt, Catherine Keener, Jena Malone, Kristen Stewart en Vince Vaughn |      |
| 2008 (15e)                                        | |      |
| Slumdog Millionaire                               | Rubina Ali, Tanay Hemant Chheda, Ashutosh Lobo Gajiwala, Azharuddin Mohammed Ismail, Anil Kapoor, Irrfan Khan, Ayush Mahesh Khedekar, Tanvi Ganesh Lonkar, Madhur Mittal, Dev Patel en Freida Pinto |      |
| The Curious Case of Benjamin Button               | Mahershalalhashbaz Ali, Cate Blanchett, Jason Flemyng, Jared Harris, Taraji P. Henson, Elias Koteas, Julia Ormond, Brad Pitt, Phyllis Somerville en Tilda Swinton |      |
| Doubt                                             | Amy Adams, Viola Davis, Philip Seymour Hoffman en Meryl Streep |      |
| Frost/Nixon                                       | Kevin Bacon, Rebecca Hall, Toby Jones, Frank Langella, Matthew Macfadyen, Oliver Platt, Sam Rockwell en Michael Sheen |      |
| Milk                                              | Josh Brolin, Joseph Cross, James Franco, Victor Garber, Emile Hirsch, Diego Luna, Denis O'Hare, Sean Penn en Alison Pill |      |
| 2009 (16e)                                        | |      |
| Inglourious Basterds                              | Daniel Brühl, August Diehl, Julie Dreyfus, Michael Fassbender, Sylvester Groth, Jacky Ido, Diane Kruger, Mélanie Laurent, Denis Menochet, Mike Myers, Brad Pitt, Eli Roth, Til Schweiger, Rod Taylor, Christoph Waltz en Martin Wuttke |      |
| An Education                                      | Dominic Cooper, Alfred Molina, Carey Mulligan, Rosamund Pike, Peter Sarsgaard, Emma Thompson en Olivia Williams |      |
| The Hurt Locker                                   | Christian Camargo, Brian Geraghty, Evangeline Lilly, Anthony Mackie en Jeremy Renner |      |
| Nine                                              | Marion Cotillard, Penélope Cruz, Daniel Day-Lewis, Judi Dench, Fergie, Kate Hudson, Nicole Kidman en Sophia Loren |      |
| Precious: Based on the Novel "Push" by Sapphire   | Mariah Carey, Lenny Kravitz, Mo'Nique, Paula Patton, Sherri Shepherd en Gabourey Sidibe |      |

### 2010-2019
| Jaar                                      | Film | Cast |
| ----------------------------------------- | --- | ---- |
| 2010 (17e)                                | |      |
| The King's Speech                         | Anthony Andrews, Helena Bonham Carter, Jennifer Ehle, Colin Firth, Michael Gambon, Derek Jacobi, Guy Pearce, Geoffrey Rush en Timothy Spall |      |
| Black Swan                                | Vincent Cassel, Barbara Hershey, Mila Kunis, Natalie Portman en Winona Ryder |      |
| The Fighter                               | Amy Adams, Christian Bale, Melissa Leo, Jack McGee en Mark Wahlberg |      |
| The Kids Are All Right                    | Annette Bening, Josh Hutcherson, Julianne Moore, Mark Ruffalo en Mia Wasikowska |      |
| The Social Network                        | Jesse Eisenberg, Andrew Garfield, Armie Hammer, Max Minghella, Josh Pence en Justin Timberlake |      |
| 2011 (18e)                                | |      |
| The Help                                  | Jessica Chastain, Viola Davis, Bryce Dallas Howard, Allison Janney, Chris Lowell, Ahna O'Reilly, Sissy Spacek, Octavia Spencer, Mary Steenburgen, Emma Stone, Cicely Tyson en Mike Vogel                                                                     |      |
| The Artist                                | Bérénice Bejo, James Cromwell, Jean Dujardin, John Goodman en Penelope Ann Miller |      |
| Bridesmaids                               | Rose Byrne, Jill Clayburgh, Ellie Kemper, Matt Lucas, Melissa McCarthy, Wendi McLendon-Covey, Chris O'Dowd, Maya Rudolph en Kristen Wiig |      |
| The Descendants                           | Beau Bridges, George Clooney, Robert Forster, Judy Greer, Matthew Lillard en Shailene Woodley |      |
| Midnight in Paris                         | Kathy Bates, Adrien Brody, Carla Bruni, Marion Cotillard, Rachel McAdams, Michael Sheen en Owen Wilson |      |
| 2012 (19e)                                | |      |
| Argo                                      | Ben Affleck, Alan Arkin, Kerry Bishé, Kyle Chandler, Rory Cochrane, Bryan Cranston, Christopher Denham, Tate Donovan, Clea DuVall, Victor Garber, John Goodman, Scoot McNairy en Chris Messina                                                               |      |
| The Best Exotic Marigold Hotel            | Judi Dench, Celia Imrie, Bill Nighy, Dev Patel, Ronald Pickup, Maggie Smith, Tom Wilkinson en Penelope Wilton |      |
| Les Misérables                            | Isabelle Allen, Samantha Barks, Sacha Baron Cohen, Helena Bonham Carter, Russell Crowe, Anne Hathaway, Daniel Huttlestone, Hugh Jackman, Eddie Redmayne, Amanda Seyfried, Aaron Tveit en Colm Wilkinson                                                      |      |
| Lincoln                                   | Daniel Day-Lewis, Sally Field, Joseph Gordon-Levitt, Hal Holbrook, Tommy Lee Jones, James Spader en David Strathairn |      |
| Silver Linings Playbook                   | Bradley Cooper, Robert De Niro, Anupam Kher, Jennifer Lawrence, Chris Tucker en Jacki Weaver |      |
| 2013 (20e)                                | |      |
| American Hustle                           | Amy Adams, Christian Bale, Louis C.K., Bradley Cooper, Paul Herman, Jack Huston, Jennifer Lawrence, Alessandro Nivola, Michael Peña, Jeremy Renner, Elisabeth Röhm en Shea Whigham                                                                           |      |
| 12 Years a Slave                          | Benedict Cumberbatch, Paul Dano, Garret Dillahunt, Chiwetel Ejiofor, Michael Fassbender, Paul Giamatti, Scoot McNairy, Lupita Nyong'o, Adepero Oduye, Sarah Paulson, Brad Pitt, Michael Kenneth Williams en Alfre Woodard                                    |      |
| August: Osage County                      | Abigail Breslin, Chris Cooper, Benedict Cumberbatch, Juliette Lewis, Margo Martindale, Ewan McGregor, Dermot Mulroney, Julianne Nicholson, Julia Roberts, Sam Shepard, Meryl Streep en Misty Upham                                                           |      |
| The Butler                                | Mariah Carey, John Cusack, Jane Fonda, Cuba Gooding jr., Terrence Howard, Lenny Kravitz, James Marsden, David Oyelowo, Alex Pettyfer, Vanessa Redgrave, Alan Rickman, Liev Schreiber, Forest Whitaker, Robin Williams en Oprah Winfrey                       |      |
| Dallas Buyers Club                        | Jennifer Garner, Jared Leto, Matthew McConaughey, Denis O'Hare, Dallas Roberts en Steve Zahn |      |
| 2014 (21e)                                | |      |
| Birdman                                   | Zach Galifianakis, Michael Keaton, Edward Norton, Andrea Riseborough, Amy Ryan, Emma Stone en Naomi Watts |      |
| Boyhood                                   | Patricia Arquette, Ellar Coltrane, Ethan Hawke en Lorelei Linklater |      |
| The Grand Budapest Hotel                  | F. Murray Abraham, Mathieu Amalric, Adrien Brody, Willem Dafoe, Ralph Fiennes, Jeff Goldblum, Harvey Keitel, Jude Law, Bill Murray, Edward Norton, Tony Revolori, Saoirse Ronan, Jason Schwartzman, Léa Seydoux, Tilda Swinton, Tom Wilkinson en Owen Wilson |      |
| The Imitation Game                        | Matthew Beard, Benedict Cumberbatch, Charles Dance, Matthew Goode, Rory Kinnear, Keira Knightley, Allen Leech en Mark Strong |      |
| The Theory of Everything                  | Charlie Cox, Felicity Jones, Simon McBurney, Eddie Redmayne, David Thewlis en Emily Watson |      |
| 2015 (22e)                                | |      |
| Spotlight                                 | Billy Crudup, Brian d'Arcy James, Michael Keaton, Rachel McAdams, Mark Ruffalo, Liev Schreiber, John Slattery en Stanley Tucci |      |
| Beasts of No Nation                       | Abraham Attah, Kurt Egyiawan en Idris Elba |      |
| The Big Short                             | Christian Bale, Steve Carell, Ryan Gosling, Melissa Leo, Hamish Linklater, John Magaro, Brad Pitt, Rafe Spall, Jeremy Strong, Marisa Tomei en Finn Wittrock                                                                                                  |      |
| Straight Outta Compton                    | Neil Brown jr., Paul Giamatti, Corey Hawkins, Aldis Hodge, O'Shea Jackson jr. en Jason Mitchell |      |
| Trumbo                                    | Adewale Akinnuoye-Agbaje, Louis C.K., Bryan Cranston, David James Elliott, Elle Fanning, John Goodman, Diane Lane, Helen Mirren, Michael Stuhlbarg en Alan Tudyk                                                                                             |      |
| 2016 (23e)                                | |      |
| Hidden Figures                            | Mahershala Ali, Kevin Costner, Kirsten Dunst, Taraji P. Henson, Aldis Hodge, Janelle Monáe, Jim Parsons, Glen Powell en Octavia Spencer |      |
| Captain Fantastic                         | Annalise Basso, Shree Crooks, Ann Dowd, Kathryn Hahn, Nicholas Hamilton, Samantha Isler, Frank Langella, George MacKay, Erin Moriarty, Viggo Mortensen, Missi Pyle, Charlie Shotwell en Steve Zahn                                                           |      |
| Fences                                    | Jovan Adepo, Viola Davis, Stephen McKinley Henderson, Russell Hornsby, Saniyya Sidney, Denzel Washington en Mykelti Williamson |      |
| Manchester by the Sea                     | Casey Affleck, Matthew Broderick, Kyle Chandler, Lucas Hedges, Gretchen Mol en Michelle Williams |      |
| Moonlight                                 | Mahershala Ali, Naomie Harris, André Holland, Jharrel Jerome, Janelle Monáe, Trevante Rhodes en Ashton Sanders |      |
| 2017 (24e)                                | |      |
| Three Billboards Outside Ebbing, Missouri | Abbie Cornish, Peter Dinklage, Woody Harrelson, John Hawkes, Lucas Hedges, Željko Ivanek, Caleb Landry Jones, Frances McDormand, Clarke Peters, Sam Rockwell en Samara Weaving                                                                               |      |
| The Big Sick                              | Adeel Akhtar, Holly Hunter, Zoe Kazan, Anupam Kher, Kumail Nanjiani, Ray Romano en Zenobia Shroff |      |
| Get Out                                   | Caleb Landry Jones, Daniel Kaluuya, Catherine Keener, Stephen Root, Lakeith Stanfield, Bradley Whitford en Allison Williams |      |
| Lady Bird                                 | Timothée Chalamet, Beanie Feldstein, Lucas Hedges, Tracy Letts, Stephen McKinley Henderson, Laurie Metcalf, Jordan Rodrigues, Saoirse Ronan, Odeya Rush, Marielle Scott en Lois Smith                                                                        |      |
| Mudbound                                  | Jonathan Banks, Mary J. Blige, Jason Clarke, Garrett Hedlund, Jason Mitchell, Rob Morgan en Carey Mulligan |      |
| 2018 (25e)                                | |      |
| Black Panther                             | Angela Bassett, Chadwick Boseman, Sterling K. Brown, Winston Duke, Martin Freeman, Danai Gurira, Michael B. Jordan, Daniel Kaluuya, Lupita Nyong'o, Andy Serkis, Forest Whitaker en Letitia Wright                                                           |      |
| BlacKkKlansman                            | Harry Belafonte, Adam Driver, Topher Grace, Laura Harrier, Corey Hawkins en John David Washington |      |
| Bohemian Rhapsody                         | Lucy Boynton, Aidan Gillen, Ben Hardy, Tom Hollander, Gwilym Lee, Allen Leech, Rami Malek, Joe Mazzello en Mike Myers |      |
| Crazy Rich Asians                         | Awkwafina, Gemma Chan, Henry Golding, Ken Jeong, Lisa Lu, Harry Shum jr., Constance Wu en Michelle Yeoh |      |
| A Star Is Born                            | Dave Chappelle, Andrew Dice Clay, Bradley Cooper, Sam Elliott, Rafi Gavron, Lady Gaga en Anthony Ramos |      |
| 2019 (26e)                                | |      |
| Parasite                                  | Chang Hyae-jin, Cho Yeo-jeong, Choi Woo-shik, Jung Hyeon-jun, Jung Ziso, Lee Jung-eun, Lee Sun-kyun, Park Myung-hoon, Park So-dam en Song Kang-ho |      |
| Bombshell                                 | Connie Britton, Allison Janney, Nicole Kidman, John Lithgow, Malcolm McDowell, Kate McKinnon, Margot Robbie en Charlize Theron |      |
| The Irishman                              | Bobby Cannavale, Robert De Niro, Stephen Graham, Harvey Keitel, Al Pacino, Anna Paquin, Joe Pesci en Ray Romano |      |
| Jojo Rabbit                               | Alfie Allen, Roman Griffin Davis, Scarlett Johansson, Thomasin McKenzie, Stephen Merchant, Sam Rockwell, Taika Waititi en Rebel Wilson |      |
| Once Upon a Time in Hollywood             | Austin Butler, Julia Butters, Bruce Dern, Leonardo DiCaprio, Dakota Fanning, Emile Hirsch, Damian Lewis, Mike Moh, Timothy Olyphant, Al Pacino, Luke Perry, Brad Pitt, Margaret Qualley en Margot Robbie                                                     |      |

### 2020-2029
| Jaar                              | Film | Cast |
| --------------------------------- | --- | ---- |
| 2020 (27e)                        | |      |
| The Trial of the Chicago 7        | Yahya Abdul-Mateen II, Sacha Baron Cohen, Joseph Gordon-Levitt, Kelvin Harrison jr., Michael Keaton, Frank Langella, John Carroll Lynch, Eddie Redmayne, Mark Rylance, Alex Sharp en Jeremy Strong                                                   |      |
| Da 5 Bloods                       | Chadwick Boseman, Paul Walter Hauser, Nguyễn Ngọc Lâm, Lê Y Lan, Norm Lewis, Delroy Lindo, Jonathan Majors, Van Veronica Ngo, Johnny Trí Nguyễn, Jasper Pääkkönen, Clarke Peters, Sandy Hương Phạm, Jean Reno, Mélanie Thierry en Isiah Whitlock jr. |      |
| Ma Rainey's Black Bottom          | Chadwick Boseman, Jonny Coyne, Viola Davis, Colman Domingo, Michael Potts en Glynn Turman |      |
| Minari                            | Noel Kate Cho, Han Ye-ri, Scott Haze, Alan Kim, Will Patton, Steven Yeun en Yu-jung Youn |      |
| One Night in Miami                | Kingsley Ben-Adir, Beau Bridges, Lawrence Gilliard jr., Eli Goree, Aldis Hodge, Michael Imperioli, Joaquina Kalukango, Leslie Odom jr., Lance Reddick en Nicolette Robinson                                                                          |      |
| 2021 (28e)                        | |      |
| CODA                              | Eugenio Derbez, Daniel Durant, Emilia Jones, Troy Kotsur, Marlee Matlin en Ferdia Walsh-Peelo |      |
| Belfast                           | Caitríona Balfe, Judi Dench, Jamie Dornan, Jude Hill, Ciarán Hinds en Colin Morgan |      |
| Don't Look Up                     | Cate Blanchett, Timothée Chalamet, Leonardo DiCaprio, Ariana Grande, Jonah Hill, Jennifer Lawrence, Melanie Lynskey, Scott Mescudi, Rob Morgan, Himesh Patel, Ron Perlman, Tyler Perry, Mark Rylance en Meryl Streep                                 |      |
| House of Gucci                    | Adam Driver, Lady Gaga, Salma Hayek, Jack Huston, Jeremy Irons, Jared Leto en Al Pacino |      |
| King Richard                      | Jon Bernthal, Aunjanue Ellis, Tony Goldwyn, Saniyya Sidney, Demi Singleton en Will Smith |      |
| 2022 (29e)                        | |      |
| Everything Everywhere All at Once | Jamie Lee Curtis, James Hong, Stephanie Hsu, Ke Huy Quan, Harry Shum jr., Jenny Slate en Michelle Yeoh |      |
| Babylon                           | Jovan Adepo, P.J. Byrne, Diego Calva, Lukas Haas, Olivia Hamilton, Li Jun Li, Tobey Maguire, Max Minghella, Brad Pitt, Margot Robbie, Rory Scovel, Jean Smart en Katherine Waterston                                                                 |      |
| The Banshees of Inisherin         | Kerry Condon, Colin Farrell, Brendan Gleeson en Barry Keoghan |      |
| The Fabelmans                     | Jeannie Berlin, Paul Dano, Judd Hirsch, Gabriel LaBelle, David Lynch, Seth Rogen en Michelle Williams |      |
| Women Talking                     | Jessie Buckley, Claire Foy, Kate Hallett, Judith Ivey, Rooney Mara, Sheila McCarthy, Frances McDormand, Michelle McLeod, Liv McNeil, Ben Whishaw en August Winter                                                                                    |      |
| 2023 (30e)                        | |      |
| Oppenheimer                       | Casey Affleck, Emily Blunt, Kenneth Branagh, Matt Damon, Robert Downey jr., Josh Hartnett, Rami Malek, Cillian Murphy en Florence Pugh |      |
| American Fiction                  | Erika Alexander, Adam Brody, Sterling K. Brown, Keith David, John Ortiz, Issa Rae, Tracee Ellis Ross, Leslie Uggams en Jeffrey Wright |      |
| Barbie                            | Michael Cera, Will Ferrell, America Ferrera, Ryan Gosling, Ariana Greenblatt, Kate McKinnon, Helen Mirren, Rhea Perlman, Issa Rae en Margot Robbie                                                                                                   |      |
| The Color Purple                  | Halle Bailey, Fantasia Barrino, Jon Batiste, Danielle Brooks, Ciara, Colman Domingo, Aunjanue Ellis-Taylor, Louis Gossett jr., Corey Hawkins, Taraji P. Henson, Phylicia Pearl Mpasi en Gabriella Wilson                                             |      |
| Killers of the Flower Moon        | Tantoo Cardinal, Robert De Niro, Leonardo DiCaprio, Brendan Fraser, Lily Gladstone, John Lithgow en Jesse Plemons |      |
| 2024 (31e)                        | |      |
| Conclave                          | Sergio Castellitto, Ralph Fiennes, John Lithgow, Lucian Msamati, Isabella Rossellini en Stanley Tucci |      |
| Anora                             | Yura Borisov, Mark Eydelshteyn, Karren Karagulian, Mikey Madison, Aleksey Serebryakov en Vache Tovmasyan |      |
| A Complete Unknown                | Monica Barbaro, Norbert Leo Butz, Timothée Chalamet, Elle Fanning, Dan Fogler, Will Harrison, Eriko Hatsune, Boyd Holbrook, Scoot McNairy, Big Bill Morganfield en Edward Norton                                                                     |      |
| Emilia Pérez                      | Karla Sofía Gascón, Selena Gomez, Adriana Paz en Zoe Saldaña |      |
| Wicked                            | Jonathan Bailey, Marissa Bode, Peter Dinklage, Cynthia Erivo, Jeff Goldblum, Ariana Grande, Ethan Slater, Bowen Yang en Michelle Yeoh |      |